# Kabelová komora

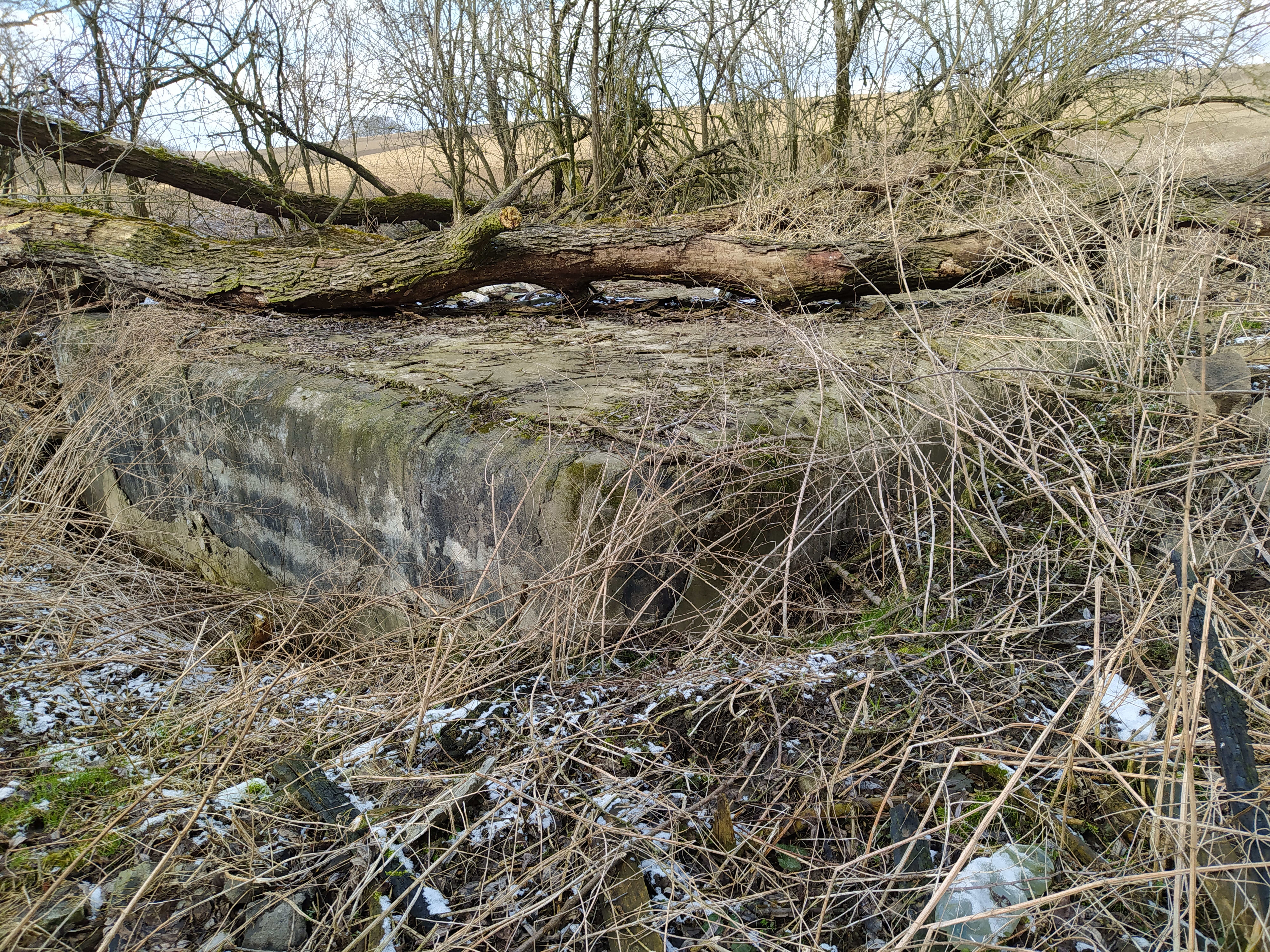
Kabelová komora typu B. Označení: KK 23/I./B, Hlučín, Areál čs. opevnění Hlučín-Darkovičky

Kabelová komora byla postavena z železobetonu a je součástí pevnostní telefonní kabelové sítě budované v Československu v období první republiky jako součást významného fortifikačního systému obrany před nacistickým Německem. Základním pravidlem při výstavbě kabelových komor bylo, že musely být jednoduše přístupné. Ústilo do nich několik kabelů z vojenských pevností či hlídkových stanovišť, které byly propojeny skrze kabelové závěry se svorkovnicemi a skříněmi s přepojovači.

## Typy kabelových komor

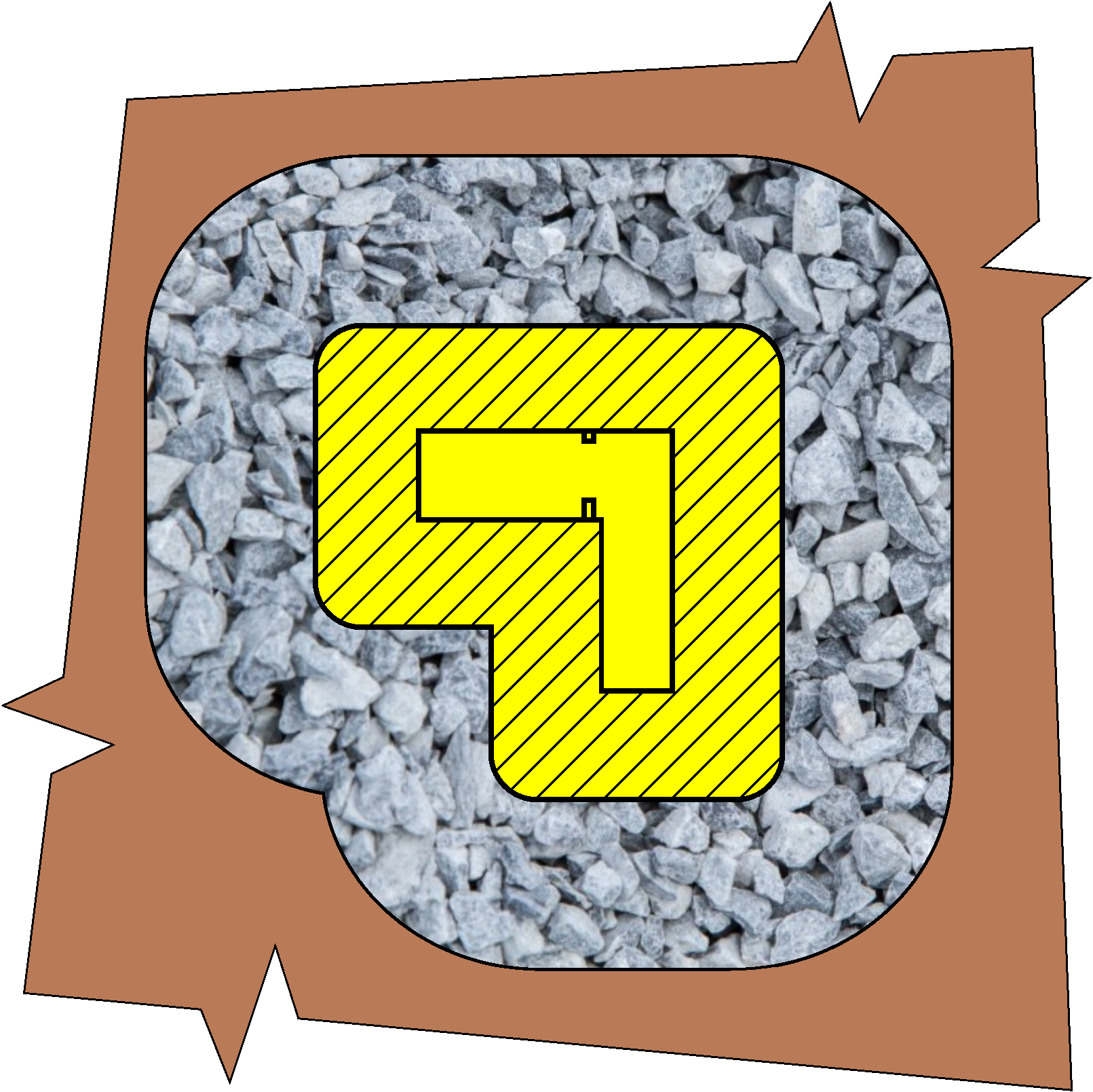
Půdorysný řez kabelovou komorou typu B (žlutě - železobetonový bunkr, který je obklopen kamením a zeminou)

- Kabelová komora typu A – určená k použití v příkrém, svahovitém terénu. Má obdélníkový půdorys a boční pancéřovaný vstup. Objekt je zasazen ze tří stran do svahu. Tloušťka stropu je 1 m a obvodové stěny mají tloušťku 1,25 m. Typ A byl postaven pouze jednou, a to u kabelového objektu 30/I., v  rokli nad obcí Chabičov, nedaleko tvrze Smolkov.[1][2][5]
- Kabelová komora typu B – určená do blízkosti bojového pásma. Má půdorys ve tvaru písmena L (s rozměry 5,5 x 5,5 m), je zcela zapuštěná do země a má stropní otvor, který chránil ocelolitinový poklop kruhového (výjimečně také čtvercového) tvaru.[1][2] Typ B se vyskytoval v opevněních v Orlických horách, na Kralicku, Hlučínsku, Opavsku, Ostravsku a u Bratislavy[1][5]
- Kabelová studna typu C – určená do větší vzdálenosti od bojového pásma. Je méně odolná a konstrukčně nejjednodušší, má obdélníkový půdorys, je zcela zapuštěná do země. Vstup je umožněn stropním otvorem s ocelolitinovým poklopem. Strop míval tloušťku 0,3 až 0,5 m a obvodové stěny mají tloušťku 0,3 m.[1][2] Typ C byl součástí opevnění v Orlických horách, na Kralicku, Hlučínsku, Opavsku, Ostravsku, u Bratislavy a u Komárna.[1][5]
- Tvrzová kabelová komora – atypická kabelová komora určená pro napojení dělostřeleckých tvrzí.